# Xyris valida
Xyris valida är en gräsväxtart som beskrevs av Gustaf Oskar Andersson Malme. Xyris valida ingår i släktet Xyris och familjen Xyridaceae. Inga underarter finns listade i Catalogue of Life.